# Massenzahl
Die Massenzahl, Nukleonenzahl, Nukleonenanzahl, manchmal auch Kerngröße {\displaystyle A} ist die Anzahl der Nukleonen (Protonen und Neutronen), die den Atomkern eines Nuklids bilden. Sie ist demnach die Summe der Ordnungszahl {\displaystyle Z} und der Neutronenzahl {\displaystyle N}:
{\displaystyle A=Z+N\,.}
Die Bezeichnung „Massen“zahl weist darauf hin, dass diese Zahl annähernd die Masse des ganzen Atoms in atomaren Masseneinheiten {\displaystyle \mathrm {u} } angibt, weil die Elektronen der Atomhülle zur Atommasse weniger als 0,1 % beitragen.
Das Formelzeichen der Massenzahl ist meist {\displaystyle A}, auf dem Gebiet der Massenspektrometrie jedoch {\displaystyle m\,.} Die höchste bisher nachgewiesene Massenzahl haben Tenness-294 und Oganesson-294 (Stand: Juli 2018).

## Verwendung zur Bezeichnung des einzelnen Nuklids
Die Massenzahl wird üblicherweise dem Elementnamen oder -symbol angefügt, wenn ein bestimmtes Nuklid (also ein bestimmtes Isotop des Elements) bezeichnet werden soll, z. B. Kohlenstoff-12 oder C-12, Uran-238 oder U-238 usw. In Formeln schreibt man die Massenzahl links oben an das Elementsymbol. Links unten kann die Ordnungszahl (Anzahl der Protonen) {\displaystyle Z} angegeben werden:
{\displaystyle {}_{Z}^{A}{\text{Symbol}}\,.}
Das Kohlenstoff-Isotop mit der Massenzahl 14 wird also in Formeln als
{\displaystyle {}_{\ 6}^{14}\mathrm {C} }
geschrieben. Allerdings ist {\displaystyle Z} bereits durch das Elementsymbol festgelegt und wird daher in der Schreibweise oft weggelassen, sofern es nicht, wie bei Kernreaktionen, von besonderem Interesse ist.